# 嚴九岳
嚴九岳（1573年—1621年），字尔赞，號海日，福建延平府永安县二十六都贡川（今福建省三明市永安市贡川镇）人。明朝官员。

## 生平
萬曆三十四年（1606年）丙午科福建乡试举人，三十五年（1607年），嚴九岳中式丁未科三甲进士。任广西梧州推官，四十三年升户部主事。四十五年通州管仓，四十七年升员外，四十八年升郎中，因运粮至山海關有功，本年升岳州府知府。未到任而急病去世，年四十九。著有《笥存集》。

## 家族
曾祖嚴景安。祖父嚴子昇。父嚴奎光。母李氏。具庆下。兄孔章、九龄、九錫。弟九穗、九儀、九命。